# NGC 5340
NGC 5340 (другие обозначения — MCG 12-13-13, ZWG 336.22, NPM1G +72.0115, PGC 49012) — спиральная галактика (S) в созвездии Малая Медведица.
Этот объект входит в число перечисленных в оригинальной редакции «Нового общего каталога».